# Přibyslavice, Brno-venkov
Přibyslavice là một làng thuộc huyện Brno-venkov, vùng Jihomoravský, Cộng hòa Séc.